# Hidrant de incendiu interior

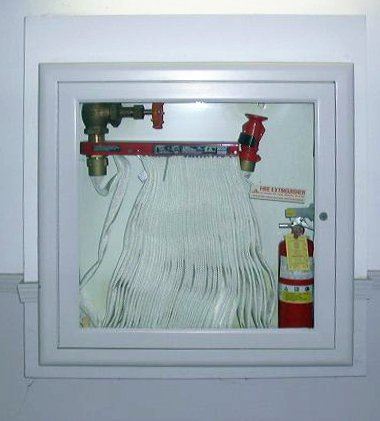
Hidrant de incendiu interior

Hidrantul de incendiu interior este un robinet cu ventil de tip colțar cu corpul din alamă sau fontă, având diametrul de 50 mm. Hidranții interiori sunt dotați cu racorduri pentru furtun și cu țevi de refulare  cu orificiul de stropire de 14, 16, 18 sau 20 mm în diametru.

## Părți componente
Hidrantul interior se compune din robinetul de racord, furtunul cu piesele de racord și îmbinare, țeava de refulare cu duza de presiune.

## Montaj
Hidranții interiori se montează în firide metalice îngropate în pereți sau sunt aplicați aparent la o cotă accesibilă de 0,80 - 1,50 m de la pardoseală. Hidranții se amplasează astfel încât să fie ușor vizitabili, accesibili și ușor de folosit chiar în caz de trafic intens. Pozițiile hidranților interiori se marchează prin iluminat special de securitate amplasat la 2 m în vecinătatea hidranților. Amplasarea și numărul hidranților în clădiri se face în funcție de numărul de jeturi care trebuie să atingă fiecare punct din interiorul clădirii, raza de acțiune, caracterul clădirii, amplasarea utilajelor, mobilierului sau a materialelor depozitate.